# Dotter till Kandarpadharma
Dotter till Kandarpadharma var regerande drottning av kungadömet Champa i nuvarande Vietnam omkring år 653.
Hennes egennamn är inte bevarat och hon omnämns endast som "Dotter till Kandarpadharma".